# Sportverein Stuttgarter Kickers 1987-1988
Questa voce raccoglie le informazioni riguardanti lo Sportverein Stuttgarter Kickers nelle competizioni ufficiali della stagione 1987-1988.

## Stagione
Nella stagione 1987-1988 il Stuttgarter Kickers, allenato da Manfred Krafft, concluse il campionato di 2. Bundesliga al 1º posto. In Coppa di Germania il Stuttgarter Kickers fu eliminato al secondo turno dal Hessen Kassel.

## Rosa
| N. |                      | Ruolo | Calciatore         |
| -- | -------------------- | ----- | ------------------ |
|    | Polonia (bandiera)   | P     | Waldemar Cimander  |
|    | Germania (bandiera)  | P     | Armin Jäger        |
|    | Finlandia (bandiera) | P     | Kari Laukkanen     |
|    | Germania (bandiera)  | D     | Ralf Forster       |
|    | Germania (bandiera)  | D     | Heribert Stadler   |
|    | Germania (bandiera)  | D     | Gerd Weinmann      |
|    | Germania (bandiera)  | C     | Ralf Allgöwer      |
|    | Germania (bandiera)  | C     | Frank Elser        |
|    | Germania (bandiera)  | C     | Bernd Grabosch     |
|    | Germania (bandiera)  | C     | Hans Hein          |
|    | Germania (bandiera)  | C     | Andreas Kleinhansl |

| N. |                                 | Ruolo | Calciatore          |
| -- | ------------------------------- | ----- | ------------------- |
|    | Germania (bandiera)             | C     | Runald Ossen        |
|    | Germania (bandiera)             | C     | Bernd Schindler     |
|    | Germania (bandiera)             | C     | Niels Schlotterbeck |
|    | Germania (bandiera)             | C     | Alois Schwartz      |
|    | Bosnia ed Erzegovina (bandiera) | A     | Demir Hotić         |
|    | Germania (bandiera)             | A     | Uwe Igler           |
|    | Polonia (bandiera)              | A     | Kazimierz Kmiecik   |
|    | Germania (bandiera)             | A     | Dirk Kurtenbach     |
|    | Germania (bandiera)             | A     | Detlef Olaidotter   |
|    | Germania (bandiera)             | A     | Ralf Vollmer        |

## Organigramma societario
Area tecnica
- Allenatore: Manfred Krafft
- Allenatore in seconda:
- Preparatore dei portieri:
- Preparatori atletici:

## Calciomercato

### Sessione estiva
| Acquisti | Acquisti      | Acquisti       | Acquisti |
| R.       | Nome          | da             | Modalità |
| -------- | ------------- | -------------- | -------- |
| C        | Ralf Allgöwer | Stoccarda      |          |
| A        | Demir Hotić   | Union Solingen |          |
| A        | Uwe Igler     | Ludwigsburg    |          |
| C        | Runald Ossen  | SC Birkenfeld  |          |

| Cessioni | Cessioni          | Cessioni         | Cessioni |
| R.       | Nome              | a                | Modalità |
| -------- | ----------------- | ---------------- | -------- |
| C        | Anthony Baffoe    | Fortuna Colonia  |          |
| D        | Dieter Finke      | Waldhof Mannheim |          |
| A        | Uwe Fuchs         | Fortuna Colonia  |          |
| C        | Arthur Jeske      | Rot-Weiss Essen  |          |
| C        | Christian Streich | Friburgo         |          |
| C        | Ali-Rıza Yılmaz   | Denizlispor      |          |

### Sessione invernale
| Acquisti | Acquisti       | Acquisti | Acquisti |
| R.       | Nome           | da       | Modalità |
| -------- | -------------- | -------- | -------- |
| P        | Kari Laukkanen | Kuopion  |          |

| Cessioni | Cessioni | Cessioni | Cessioni |
| R.       | Nome     | a        | Modalità |
| -------- | -------- | -------- | -------- |

## Risultati

### 2. Bundesliga

#### Girone di andata
| Arbitro: | Neumann |

|                |           |                   |
| Linz 4’ (rig.) | Marcatori | 42’ Schlotterbeck |

| Arbitro: | Amerell |

|                                                                                      |           |  |
| Steininger 7’ (aut.) Hein 45’ Kurtenbach 57’, 59’, 89’ (rig.) Grabosch 61’ Hotić 75’ | Marcatori |  |

| Arbitro: | Föckler |

|                                             |           |  |
| Dumpert 45’ Gebhardt 55’ (rig.) Scheler 57’ | Marcatori |  |

| Arbitro: | Harder |

|             |           |  |
| Vollmer 48’ | Marcatori |  |

| Arbitro: | Boos |

|         |           |             |
| Hahn 7’ | Marcatori | 40’ Forster |

| Arbitro: | Rubel |

|                                 |           |                         |
| Grabosch 17’ (rig.) Stadler 60’ | Marcatori | 31’ Helmes 65’ Pförtner |

| Arbitro: | Müller |

|                        |           |                                    |
| Laibach 44’ Helmig 64’ | Marcatori | 14’ Grabosch 23’ Ossen 56’ Forster |

| Arbitro: | Scheuerer |

|                               |           |             |
| Schlotterbeck 75’ Stadler 89’ | Marcatori | 64’ Demandt |

| Arbitro: | Steinborn |

|                        |           |                         |
| Kremer 37’ (rig.), 68’ | Marcatori | 63’ Forster 86’ Kmiecik |

| Arbitro: | Reinstädtler |

|                                                                |           |                             |
| Hein 29’, 44’ Forster 32’ Vollmer 58’ Grabosch 79’ Kmiecik 83’ | Marcatori | 26’, 56’ Sulmann 72’ Thoben |

| Arbitro: | Dardenne |

|                                |           |                        |
| Kollenberg 28’ Spielberger 33’ | Marcatori | 16’ Elser 68’ Grabosch |

| Arbitro: | Brehm |

|                                                              |           |                     |
| Vollmer 8’ Grabosch 26’ (rig.), 62’ Hotić 38’, 44’ Elser 48’ | Marcatori | 66’ (rig.) Frömberg |

| Arbitro: | Berg |

|                |           |  |
| Gu 2’ Kuhl 27’ | Marcatori |  |

| Arbitro: | Birlenbach |

|                                                    |           |                      |
| Stadler 23’ Grabosch 44’ (rig.) Hein 48’ Hotić 53’ | Marcatori | 54’ Schaub 64’ Weber |

| Arbitro: | Löwer |

|                          |           |            |
| Forster 33’ Grabosch 35’ | Marcatori | 75’ Wenzel |

| Arbitro: | Krug |

|             |           |             |
| Schüler 64’ | Marcatori | 18’ Stadler |

| Arbitro: | Albrecht |

|                                 |           |             |
| Grabosch 72’ (rig.) Stadler 77’ | Marcatori | 59’ Bittorf |

| Arbitro: | Kentsch |

|  |           |                                                             |
|  | Marcatori | 2’ Hein 10’, 39’, 41’ Hotić 28’, 68’ Elser 72’, 82’ Vollmer |

| Arbitro: | Retzmann |

|                            |           |                          |
| Schlotterbeck 38’ Hein 66’ | Marcatori | 81’ Dubovina 90’ Janssen |

#### Girone di ritorno
| Arbitro: | Schäfer |

|                    |           |  |
| Hein 19’ Hotić 88’ | Marcatori |  |

| Arbitro: | Richmann |

|           |           |              |
| Krstić 3’ | Marcatori | 36’ Allgöwer |

| Arbitro: | Müller |

|                                           |           |  |
| Ossen 22’ Hotić 23’, 46’, 74’ Stadler 36’ | Marcatori |  |

| Arbitro: | Heitmann |

|               |           |  |
| Delzepich 79’ | Marcatori |  |

| Arbitro: | Kasper |

|                           |           |  |
| Kurtenbach 9’ Vollmer 67’ | Marcatori |  |

| Arbitro: | Ahlenfelder |

|                    |           |                                    |
| Fuchs 49’ Gede 74’ | Marcatori | 60’ Kleinhansl 86’ (rig.) Grabosch |

| Arbitro: | Kröger |

|                                                   |           |           |
| Kurtenbach 18’ Hotić 48’ Vollmer 55’ Grabosch 63’ | Marcatori | 77’ Röber |

| Arbitro: | Reinstädtler |

|                                                     |           |  |
| Krümpelmann 16’ Demandt 49’ Preetz 63’ Živković 81’ | Marcatori |  |

| Arbitro: | Neuner |

|                                              |           |                     |
| Vollmer 13’, 87’ Schlotterbeck 30’ Hotić 80’ | Marcatori | 14’ Kremer 90’ Glaß |

| Arbitro: | Neumann |

|                    |           |             |
| van der Pütten 85’ | Marcatori | 26’ Vollmer |

| Arbitro: | Merk |

|                   |           |  |
| Schlotterbeck 29’ | Marcatori |  |

| Arbitro: | Heitmann |

|             |           |              |
| Siewert 76’ | Marcatori | 74’ Grabosch |

| Arbitro: | Wiesel |

|            |           |         |
| Stadler 5’ | Marcatori | 20’ Heß |

| Arbitro: | Broska |

|                               |           |                        |
| Sané 5’, 68’ Ossen 28’ (aut.) | Marcatori | 35’ Grabosch 82’ Igler |

| Arbitro: | Matheis |

|  |           |                       |
|  | Marcatori | 45’ Igler 90’ Vollmer |

| Arbitro: | Osmers |

|                                         |           |  |
| Schindler 10’ Allgöwer 75’ Grabosch 87’ | Marcatori |  |

| Arbitro: | Zimmermann |

|  |           |                                                  |
|  | Marcatori | 39’ (rig.) Grabosch 81’ (rig.) Kmiecik 86’ Igler |

| Arbitro: | Neuner |

|          |           |                                 |
| Igler 9’ | Marcatori | 67’, 80’ Steubing 75’ Ellmerich |

| Arbitro: | Broska |

|                            |           |                      |
| Kitzmann 59’ Jurgeleit 79’ | Marcatori | 23’ Stadler 83’ Hein |

### Coppa di Germania
| Arbitro: | Junk |

|  |           |                                                          |
|  | Marcatori | 15’ Hein 33’ Grabosch 57’, 73’ Vollmer 81’ Schlotterbeck |

| Arbitro: | Führer |

|                      |           |             |
| Sippel 25’, 48’, 76’ | Marcatori | 54’ Vollmer |

## Statistiche

### Statistiche di squadra
| Competizione      | Punti | In casa | In casa | In casa | In casa | In casa | In casa | In trasferta | In trasferta | In trasferta | In trasferta | In trasferta | In trasferta | Totale | Totale | Totale | Totale | Totale | Totale | DR  |
| Competizione      | Punti | G       | V       | N       | P       | Gf      | Gs      | G            | V            | N            | P            | Gf           | Gs           | G      | V      | N      | P      | Gf     | Gs     | DR  |
| ----------------- | ----- | ------- | ------- | ------- | ------- | ------- | ------- | ------------ | ------------ | ------------ | ------------ | ------------ | ------------ | ------ | ------ | ------ | ------ | ------ | ------ | --- |
| 2. Bundesliga     | 51    | 19      | 15      | 3       | 1       | 57      | 20      | 19           | 4            | 10           | 5            | 32           | 29           | 38     | 19     | 13     | 6      | 89     | 49     | +40 |
| Coppa di Germania | -     | 0       | 0       | 0       | 0       | 0       | 0       | 2            | 1            | 0            | 1            | 6            | 3            | 2      | 1      | 0      | 1      | 6      | 3      | +3  |
| Totale            | 51    | 19      | 15      | 3       | 1       | 57      | 20      | 21           | 5            | 10           | 6            | 38           | 32           | 40     | 20     | 13     | 7      | 95     | 52     | +43 |

### Andamento in campionato
| Giornata  | 1 | 2 | 3  | 4 | 5 | 6 | 7 | 8 | 9 | 10 | 11 | 12 | 13 | 14 | 15 | 16 | 17 | 18 | 19 | 20 | 21 | 22 | 23 | 24 | 25 | 26 | 27 | 28 | 29 | 30 | 31 | 32 | 33 | 34 | 35 | 36 | 37 | 38 |
| --------- | - | - | -- | - | - | - | - | - | - | -- | -- | -- | -- | -- | -- | -- | -- | -- | -- | -- | -- | -- | -- | -- | -- | -- | -- | -- | -- | -- | -- | -- | -- | -- | -- | -- | -- | -- |
| Luogo     | T | C | T  | C | T | C | T | C | T | C  | T  | C  | T  | C  | C  | T  | C  | T  | C  | C  | T  | C  | T  | C  | T  | C  | T  | C  | T  | C  | T  | C  | T  | T  | C  | T  | C  | T  |
| Risultato | N | V | P  | V | N | N | V | V | N | V  | N  | V  | P  | V  | V  | N  | V  | V  | N  | V  | N  | V  | P  | V  | N  | V  | P  | V  | N  | V  | N  | N  | P  | V  | V  | V  | P  | N  |
| Posizione | 8 | 5 | 10 | 4 | 5 | 5 | 4 | 3 | 4 | 2  | 2  | 1  | 2  | 1  | 1  | 1  | 1  | 1  | 1  | 1  | 1  | 1  | 1  | 1  | 1  | 1  | 1  | 1  | 1  | 1  | 1  | 1  | 1  | 1  | 1  | 1  | 1  | 1  |

Legenda:

Luogo: C = Casa; T = Trasferta. Risultato: V = Vittoria; N = Pareggio; P = Sconfitta.

### Statistiche dei giocatori
!! colspan="4" | Totale

| Giocatore        | 2. Bundesliga | 2. Bundesliga | 2. Bundesliga | 2. Bundesliga | Coppa di Germania R. Allgöwer | Coppa di Germania R. Allgöwer | Coppa di Germania R. Allgöwer | Coppa di Germania R. Allgöwer | 20       | 2    | 0           | 0          | 0 | 0 | 0 | 0 | 20 | 2 | 0 | 0 |
| Giocatore        | Presenze      | Reti          | Ammonizioni   | Espulsioni    | Presenze                      | Reti                          | Ammonizioni                   | Espulsioni                    | Presenze | Reti | Ammonizioni | Espulsioni |   |   |   |   |    |   |   |   |
| W. Cimander      | 5             | 0             | 0             | 0             | 0                             | 0                             | 0                             | 0                             | 5        | 0    | 0           | 0          |   |   |   |   |    |   |   |   |
| F. Elser         | 36            | 4             | 8             | 0             | 2                             | 0                             | 1                             | 0                             | 38       | 4    | 9           | 0          |   |   |   |   |    |   |   |   |
| R. Forster       | 25            | 5             | 1             | 0             | 2                             | 0                             | 0                             | 0                             | 27       | 5    | 1           | 0          |   |   |   |   |    |   |   |   |
| B. Grabosch      | 38            | 16            | 2             | 0             | 2                             | 1                             | 0                             | 0                             | 40       | 17   | 2           | 0          |   |   |   |   |    |   |   |   |
| H. Hein          | 33            | 8             | 2             | 0             | 2                             | 1                             | 1                             | 0                             | 35       | 9    | 3           | 0          |   |   |   |   |    |   |   |   |
| D. Hotić         | 38            | 13            | 3             | 0             | 2                             | 0                             | 1                             | 0                             | 40       | 13   | 4           | 0          |   |   |   |   |    |   |   |   |
| U. Igler         | 17            | 4             | 1             | 0             | 0                             | 0                             | 0                             | 0                             | 17       | 4    | 1           | 0          |   |   |   |   |    |   |   |   |
| A. Jäger         | 16            | 0             | 3             | 0             | 2                             | 0                             | 0                             | 0                             | 18       | 0    | 3           | 0          |   |   |   |   |    |   |   |   |
| A. Kleinhansl    | 18            | 1             | 3             | 0             | 0                             | 0                             | 0                             | 0                             | 18       | 1    | 3           | 0          |   |   |   |   |    |   |   |   |
| K. Kmiecik       | 17            | 3             | 0             | 0             | 2                             | 0                             | 0                             | 0                             | 19       | 3    | 0           | 0          |   |   |   |   |    |   |   |   |
| D. Kurtenbach    | 26            | 5             | 5             | 1             | 2                             | 0                             | 0                             | 0                             | 28       | 5    | 5           | 1          |   |   |   |   |    |   |   |   |
| K. Laukkanen     | 17            | 0             | 0             | 0             | 0                             | 0                             | 0                             | 0                             | 17       | 0    | 0           | 0          |   |   |   |   |    |   |   |   |
| D. Olaidotter    | 2             | 0             | 0             | 0             | 0                             | 0                             | 0                             | 0                             | 2        | 0    | 0           | 0          |   |   |   |   |    |   |   |   |
| R. Ossen         | 33            | 2             | 4             | 0             | 2                             | 0                             | 0                             | 0                             | 35       | 2    | 4           | 0          |   |   |   |   |    |   |   |   |
| B. Schindler     | 34            | 1             | 3             | 1             | 2                             | 0                             | 0                             | 0                             | 36       | 1    | 3           | 1          |   |   |   |   |    |   |   |   |
| N. Schlotterbeck | 33            | 5             | 6             | 0             | 2                             | 1                             | 0                             | 0                             | 35       | 6    | 6           | 0          |   |   |   |   |    |   |   |   |
| A. Schwartz      | 6             | 0             | 0             | 0             | 0                             | 0                             | 0                             | 0                             | 6        | 0    | 0           | 0          |   |   |   |   |    |   |   |   |
| H. Stadler       | 34            | 8             | 4             | 0             | 2                             | 0                             | 0                             | 0                             | 36       | 8    | 4           | 0          |   |   |   |   |    |   |   |   |
| R. Vollmer       | 35            | 11            | 4             | 0             | 2                             | 3                             | 1                             | 0                             | 37       | 14   | 5           | 0          |   |   |   |   |    |   |   |   |
| G. Weinmann      | 2             | 0             | 0             | 0             | 0                             | 0                             | 0                             | 0                             | 2        | 0    | 0           | 0          |   |   |   |   |    |   |   |   |